# Fons Josep Ferrater Mora
El Fons Josep Ferrater Mora de la Universitat de Girona reuneix la biblioteca personal i la correspondència de Josep Ferrater i Mora (Barcelona, 30 d'octubre de 1912 - 30 de gener de 1991).
El gener de 1991 Ferrater Mora va feia pública la decisió de fer donació de la seva biblioteca personal a la Càtedra Ferrater Mora de l'Estudi General de Girona (actualment Universitat de Girona). Al maig de 1992 arribaven a Girona els llibres des de Bryn Mawr, Pennsilvània. L'estiu del mateix any va començar la catalogació, coincidint amb l'automatització del Catàleg de la Biblioteca de la Universitat, i al novembre s'inaugurava la Biblioteca Ferrater Mora. En un primer moment el fons es va emplaçar a l'edifici de Les Àligues i posteriorment es va traslladar a Sant Domènech.

## Descripció
El fons Ferrater Mora de la Universitat de Girona consta de 7.255 llibres, 156 títols de revista i la correspondència, amb 6.798 cartes.
Actualment el fons es troba a la Sala Ferrater Mora de la Biblioteca del campus del Barri Vell de la Universitat de Girona i es pot consultar al Catàleg de la Universitat de Girona.

### Biblioteca personal
La biblioteca personal de Josep Ferrater i Mora està formada per primeres edicions de treballs cabdals en la història de la filosofia i obres completes de filòsofs de totes les èpoques i tradicions, recollides en el recorregut de Ferrater Mora a l'exili per Cuba i Xile, i durant la seva estada posterior com a professor al Bryn Mawr College a partir del final dels anys quaranta. En destaquen els llibres relacionats amb la filosofia, uns 3.625, entre els quals trobem diccionaris en totes les llengües, obres de filòsofs –des d'Abelard a Zubiri passant pel mateix Ferrater Mora– i temàtiques com ara filosofia del coneixement, lògica matemàtica, filosofia de la ment o del llenguatge, ètica, filosofia analítica, antropologia filosòfica, nominalisme, metafísica, consciència, subjectivitat, relativisme, pragmatisme, etc.
El fons no és, però, només important en filosofia, sinó també en obres sobre llengua i literatura, uns 2.300 llibres, amb nombroses obres d'autors alemanys, anglesos o nord-americans, francesos, castellans i catalans. Entre aquests dos darrers grups, hi destaquen els llibres d'escriptors catalans i castellans que van viure i editar llibres a l'exili. En quantitats menors també hi trobem obres d'autors portuguesos, russos, polonesos i dels clàssics grecs i llatins, a més d'estudis sobre autors i obres de teoria i crítica literària.
També són destacables els llibres sobre religió: ateisme, teologia, budisme o filosofia xinesa; els de sociologia, dret i educació; els prop de dos-cents sobre història de la ciència i de les matemàtiques, física i geometria, els de cinema i fotografia i també els que tracten de filosofia i metodologia de la història.
Pel que fa a les revistes, la majoria corresponen a filosofia (Revista Cubana de Filosofía, Revista de Filosofía, Cuadernos Uruguayos de Filosofía, Journal of the History of Philosophy, Cuadernos del Seminario de Problemas Científicos Filosóficos, Teorema, The British Journal for the Philosophy of Science o Phronesis: a Journal for Ancient Philosophy), però també n'hi ha de cinema (Avant-scène Cinéma, Filmmakers: Newsletter, Super 8 Filmaker o American Cinematographer) i de literatura i humanitats (Lettres Françaises, Revista de Catalunya, Sur, Revista de Occidente, The Texas Quarterly o La Torre), etc.

#### Dedicatòries
Molts dels volums de la Biblioteca Ferrater Mora estan dedicats pels seus respectius autors. Aquestes dedicatòries permeten reconstruir la xarxa de relacions del filòsof. Les dedicatòries es poden consultar a partir d'un llistat d'autors, o bé cercar per autor i any.

### Correspondència
La correspondència de Josep Ferrater i Mora està integrada per 6.798 cartes, manuscrites i mecanoscrites, d'entre el 1935 i 1991. D'aquestes cartes, aproximadament un miler són del propi Ferrater Mora, mentre que la resta són escrites per altres autors, entre els quals destaquen: Néstor Almendros, J.L. López Aranguren, Francisco Ayala, Mario Bunge, Max Cahner, Américo Castro, Camilo José Cela, Julián Marías, Eduard Nicol, Eugeni d'Ors, Raimon Panikkar, Baltasar Porcel, Jaume Vicens Vives i María Zambrano.
Totes les cartes han estat digitalitzades i es poden consultar a text complet al Repositori de Fons Especials de la Universitat de Girona i a la Memòria Digital de Catalunya.